# Picramnia sphaerocarpa
Picramnia sphaerocarpa är en tvåhjärtbladig växtart som beskrevs av Jules Émile Planchon. Picramnia sphaerocarpa ingår i släktet Picramnia och familjen Picramniaceae. Inga underarter finns listade.